# لوته فرییس
لوت فرس (به انگلیسی: Lotte Friis) (زادهٔ ۹ فوریهٔ ۱۹۸۸) شناگر اهل دانمارک است.